# La Folletière
La Folletière település Franciaországban, Seine-Maritime megyében. Lakosainak száma 85 fő (2018. január 1.). La Folletière Betteville, Carville-la-Folletière, Mont-de-l’If, Saint-Wandrille-Rançon, Touffreville-la-Corbeline és Rives-en-Seine községekkel határos.

## Népesség
A település népességének változása:
| Lakosok száma | 52   | 53   | 42   | 47   | 52   | 65   | 75   | 85   | 84   | 85   |
|               | 1962 | 1968 | 1975 | 1982 | 1990 | 2008 | 2013 | 2015 | 2017 | 2018 |